# Яунелгавский район
Яунелгавский район (латыш. Jaunjelgavas rajons) — бывший административный район Латвийской ССР.

## История
Яунелгавский район был образован Указом Президиума Верховного Совета Латв. ССР от 31 декабря 1949 года из города Яунелгавы, части Маззальвской волости, Даудзеской, Сецской, Серенской волостей Екабпилсского уезда, Курменской и Тауркалнской волостей Бауского уезда и Бирзгальской волости Огрского уезда.
Район состоял из Бирзгальского, Даудзеского, Даугавиешского, Дегльупского, Гобского, Гребльского, Крастского, Круминьциемского, Курменского, Ошкалнского, Сецского, Серенского, Тауркалнского, Таурсилского, Узварского, Валлеского, Вецсеренского сельских советов. Районным центром был город Яунелгава.
14 июля 1954 года были ликвидированы Дегльупский, Гобский, Крастский, Ошкалнский, Таурсилский, Узварский и Вецсеренский сельские советы. Они были присоединены соответственно к Даугавиешскому, Валлескому, Гребльскому, Бирзгальскому, Крастскому, Даудзескому и Серенскому сельским советам.
С 1952 по 1953 годы Яунелгавский район входил в состав Рижской области. После ликвидации района 7 декабря 1956 года части его территории были включены в состав Екабпилсского, Балдонского и Бауского районов.
На момент ликвидации район состоял из города Яунелгава и одиннадцати сельских советов: Бирзгальского, Даудзеского, Даугавиешского, Гребльского, Крастского, Круминьциемского, Курменского, Сецского, Серенского, Тауркалнского, Валлеского.